# MC Вспышкин
MC Вспышкин (настоящее имя — Владимир Александрович Турков; 31 октября 1936, Ленинград — 14 ноября 2011, Санкт-Петербург) — советский и российский диджей, электронный музыкант и радиоведущий. В советское время работал инженером во ВНИИ имени Менделеева, был известен как администратор ленинградской рок-группы «Кочевники» и основатель ленинградского клуба культуристов «Монолит». Играл множество эпизодических ролей в кино, а с 1990-х годов стал ведущим дискотек. Всероссийскую славу Туркову принёс коллектив «MC Вспышкин & Никифоровна», в котором он выступал с певцом Дмитрием Чековым — прежде фронтменом отдельно существовавшего коллектива «Никифоровна», название которого закрепилось затем за самим Чековым. Коллектив фактически распался в 2011 году в связи со смертью обоих его участников: 24 августа в ДТП погиб Никифоровна, а спустя почти три месяца не стало и MC Вспышкина.

## Ранние годы. Блокада
Владимир Александрович Турков родился 31 октября 1936 года в Ленинграде в семье Александра Туркова и Веры Марковны Вишневской (1919—2012). Вера Марковна родилась 15 июня 1919 года на корабле; в 8 лет переболела менингитом, из-за чего у неё лицо осталось частично парализованным (парез лицевого нерва); проживала в Невском районе. Отец был сотрудником Дома культуры на Валдае и состоял в комсомоле, однако формально с Верой они так и не расписались. Бабушка по материнской линии работала на заводе «Красный Треугольник». Раннее детство Владимир провёл в коммунальной квартире в доме 28 на Загородном проспекте у Пяти углов; посещал детский сад на улице Социалистической.
Отец Владимира погиб на фронте в первые дни Великой Отечественной войны. Вера Марковна всю войну проработала в три смены на главпочтамте у Исаакиевского собора. Она решила отправить сына в эвакуацию, однако поезд, который должен был отвезти в тыл детей, попал под немецкую бомбёжку. Этот авианалёт был совершён 18 июля 1941 года на железнодорожную станцию Лычково в Новгородской области: власти, исходя из предположений об основной опасности городу со стороны Финляндии, решили эвакуировать детей в Новгородскую область, где находились места отдыха, детские лагеря и дачи. Ошибка заключалась в том, что детей везли фактически к линии фронта. Согласно официальным данным, на поезд было сброшено 25 бомб, а жертвами налёта стали 28 детей, хотя существуют предположения, что жертв было намного больше. Из состава уцелел только один вагон, в котором ехал Владимир: поскольку этот вагон только начал загораться, всех находившихся там детей вовремя вытащили крестьяне, разобрав спасшихся детей по домам. Пробыв некоторое время в деревне, Владимир вынужден был вернуться в Ленинград, поскольку составу попросту некуда было дальше продвигаться. В городе он пережил начало блокады и тяжёлую первую военную зиму: от голодной смерти его спасло то, что крестьяне хорошо его откормили, пока он находился в деревне.
С родными Владимир проживал в доме, где когда-то жил композитор Н. А. Римский-Корсаков. В здании были толстые стены и кухня без окон, поэтому в случае бомбёжек все стелили на кухне перину и ложились валетом. По словам Владимира, во время очередной воздушной тревоги он с родственницей укрывался под аркой одного из домов, но в какой-то момент неожиданно предложил уйти из-под арки. Она согласилась, а спустя несколько мгновений после ухода Владимира и родственницы этот дом был разрушен: все, кто укрылся под аркой, погибли. Он утверждал, что в доме на Советской улице, где проживала его тётя, в подъезде «мертвецы лежали». После зимы 1942 года Турков был эвакуирован в Алтайский край в детский дом: по его словам, осмотревший его в детдоме врач назвал его «полным дистрофиком». Всю войну семья провела в Барнауле, где мальчик лечился от дистрофии. Сам Турков, говоря о подвиге ленинградцев, подчёркивал, что именно матери «удержали и не пустили немцев в Ленинград», подчёркивая, что благодаря её усилиям он пережил блокаду. После окончания войны семья вернулась в коммуналку у Пяти углов.

## Деятельность в советское время

### Группа «Кочевники»
В детстве Владимир пел в хоре мальчиков и родителей «Родник» при школе № 16. Прошёл срочную службу в Советской армии. По профессии он был инженером и работал во ВНИИ метрологии имени Д. И. Менделеева. Любовь к музыке у него появилась после того, как он посетил концерт Владимира Высоцкого, прошедший в Доме культуры пищевиков на улице Правды. Сам Владимир Александрович не получал музыкального образования, а свой опыт в исполнении песен считал негативным, но хранил любовь к музыке всю жизнь. В 1970-е годы он был администратором ленинградской рок-группы «Кочевники», также известной под названием «Савояры». В знак солидарности с образом музыкантов Турков даже перестал бриться. С его слов, у него на глазах поднимались в Ленинграде и Константин Кинчев, и Юрий Шевчук; к нему приходил учиться играть на гитаре Михаил Боярский, живший неподалёку.

### Клуб «Монолит»
В послевоенные годы Владимир Турков вместе с соседями и приятелями расчистил несколько питерских дворов, заваленных мусором, и организовал на открытом воздухе занятия культуризмом, которые могут считаться одними из первых занятий по бодибилдингу в Ленинграде. В тёплое время года Турковым даже была организована секция для девушек, желавших качать мускулы. Соорудив спортплощадку в Купчино, Владимир Александрович также сумел переманить любителей выпивать в «более цивильное место» из района Пяти углов, где были одни винные точки. Вскоре Турковым был открыт клуб атлетической гимнастики (так прежде назывался культуризм или бодибилдинг) под названием «Монолит», который был организован им в районе Пяти углов, в подвале дома на улице Рубинштейна. Специально для репетиций он выделил участникам группы «Кочевники» комнату в подвале своего клуба. В клубе культуристов занимались не только мальчики и юноши, но и девушки, а всё это делалось сугубо на общественных началах. Благодаря инициативе Туркова в городе стали заниматься культуризмом около 200 человек, а всего он вовлёк в спортивное движение около 600 человек, не преследуя никакие корыстные цели, а руководствуясь исключительно стремлением привить другим любовь к спорту. В то же время из-за негативного отношения властей ко многим рок-коллективам и к культуризму деятельность Туркова на работе расценивали как злостное нарушение трудовой дисциплины: его дважды увольняли за подобную активность, однако оба раза через суд Владимир Турков сумел восстановиться на работе. К общественной деятельности Туркова соседи относились с недоверием, в райкоме ему нередко угрожали серьёзными мерами. Сам Турков утверждал, что после каждой такой встречи отправлял телеграмму на имя Леонида Брежнева с просьбой встретиться по некоему важному вопросу, выслав всего 54 заказных письма с уведомлением: их не вскрывали, а пересылали непосредственно в Смольный. Из-за таких писем на Туркова натравливали ОБХСС.
Однажды его знакомая сообщила Владимиру Александровичу о готовящейся провокации, о которой узнала от своего возлюбленного, работавшего в милиции. Турков обнаружил однажды у своей двери чемодан с антисоветской литературой и решил вместе с ним поехать в Москву для встречи с представителями КГБ, поскольку ленинградскому управлению КГБ не доверял. По словам Туркова, когда он ехал в поезде в Москву, то поменялся местами с неким мужчиной, к которому позже подошли люди в штатском и куда-то увели. В Москве он отправился сначала в ЦК ВЛКСМ, где работал друг его хорошего знакомого, и попросил о встрече с человеком из КГБ в звании не менее полковника. В беседе с полковником Турков рассказал о том, что клуб культуристов создал на общественных началах и занимается им бесплатно: полковник иронично назвал подопечных Туркова «армией Котовского», которую тот может повести неизвестно куда, но после разговора отпустил его. Чемодан с антисоветской литературой описывали в течение нескольких часов 8 сотрудников, и только после описи Турков смог уехать последним поездом в Ленинград. Спустя два года он снова встретился с полковником, желая узнать, кто был причастен к случившемуся: полковник назвал виновниками этой провокации антисоветскую группу, во главе которой стояли «сынки высокопоставленных партийцев». Однако самого Туркова ещё не раз вызывали в ОБХСС и КГБ из-за жалоб соседей, а вскоре клуб «Монолит», несмотря на усилия Туркова, был закрыт из-за давления со стороны властей. Ходили слухи, что в перестроечные годы подпольную качалку часто посещали бандиты: некоторые из арестованных на допросах в милиции утверждали, что их «накачал дядя Володя». Владимир Александрович продолжил заниматься развитием спорта в городе и открыл хоккейную секцию в помещениях «Монолита», начав там обучать детей. Во дворах Социалистической улицы, недалеко от своего дома он заливал каток, куда приглашал мальчиков, девочек и всю молодёжь со дворов на массовые катания и карнавалы.

### Перестройка и актёрская карьера
Перестройка и «лихие 90-е» привели к тому, что научно-исследовательский институт метрологии имени Менделеева фактически остановил свою деятельность, многие его работники были уволены, а лаборатория, в которой трудился Турков, была закрыта. Некоторое время после увольнения из института Владимир Александрович руководил кооперативом, который печатал книги малоизвестных авторов (в том числе и поэтов), и продавал их на Финляндском вокзале. Переждать трудные времена семья Турковых решила в Новгородской области в деревне на реке Шелонь, где ею был приобретён дом. В те годы реку перегородили плотиной, что привело к тому, что село превратилось фактически в остров, а жители оказались отрезанными от электричества и связи с внешним миром. За проведённое там время Турков отрастил большую густую бороду, которую не сбривал: электрической бритвой он не мог пользоваться ещё и потому, что «местные ханыги все провода посрезали», а от безопасной бритвы у него якобы было раздражение на коже. Именно в таком необычном виде с густой бородой Турков и вернулся в Ленинград, прожив некоторое время на этом острове. В дальнейшем его семья неоднократно ездила в этот дом, где проводила время вместе с членами семьи поэтессы и подруги Туркова Ирины Дудиной: они играли в волейбол на построенной Турковым площадке, косили траву и купались в реке.
По возвращении в город супруга посоветовала Владимиру Александровичу сходить на кинопробы «Ленфильма», которому требовались участники для съёмки в массовке. Турков утверждал, что сыграл большое количество мелких ролей, но к славе не стремился, а своей самой известной эпизодической ролью называл роль попрошайки на кладбище в фильме «Клим Самгин». Известно, что он сыграл эпизодические роли в сериалах «Чёрный ворон» и «Идиот». Вскоре бригадир с «Ленфильма» отправил его на кастинг актёров для рекламы дискотеки, а затем Турков попал на радиостанцию, где и получил прозвище «Вспышкин» в честь программы «Вспышка», выходившей в эфире. С этого момента он как MC Вспышкин стал вести дискотеки.

## Музыкальная карьера

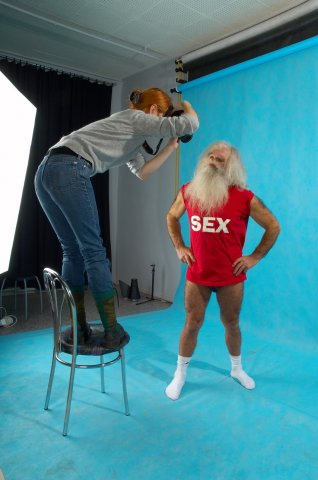
Е. Ю. Паньженская фотографирует MC Вспышкина, 2006 год

Ведение ночных дискотек MC Вспышкин считал для себя отличным опытом и утверждал, что испытывал драйв, когда видел перед собой стотысячную толпу. В 1990-е годы он участвовал в нескольких крупных рейвах в Санкт-Петербурге («Колбасный цех», «Вспышка сверхновой», «День молодёжи»). С 2000 года MC Вспышкин был ведущим шоу «Цех» («Колбасный цех») на «Радио Рекорд» вместе с DJ Riga. Вспышкина озвучивал актёр детского театра «На Неве» Дмитрий Бекоев (1944—2013), известный по ролям в телесериалах «Тайны следствия» и «Улицы разбитых фонарей». В 2002 году на электронной сцене появился коллектив «Никифоровна», в состав которого вошли Дмитрий «Бабка» Чеков (1984—2011, вокал), Фёдор «Иголкин» Куницын (аранжировка) и Антон «Сканнер» Образцов (саунд-продакшн). Идею объединить 19-летнего Никифоровну (Дмитрия Чекова) и уже находившегося в почтенном возрасте MC Вспышкина в единый коллектив подало «Радио Рекорд», и в 2003 году в хит-парад этой радиостанции попала композиция этого дуэта «Колбасный цех» («Шишки») с запоминающимися словами припева «Шишки падают в лесу, я иду на колбасу», продержавшаяся на первом месте 8 недель. Позже эта песня стала гимном фестиваля электронной музыки «Колбасный Цех 3». Композиция под названием «Колбасный Цехъ 3» попала в 2003 году на альбом DJ Гагарина «Колбасный Цехъ 3». В 2004 году вышел альбом «Sex», записанный Никифоровной и MC Вспышкиным, а вскоре они стали вместе гастролировать, выступая на концертах в клубах и разных площадках.
Согласно официальному сайту, в концертный состав проекта входили MC Вспышкин (вокал, вертушки), Никифоровна (Дмитрий Чеков — вокал, гитара), Аля (танцовщица) и Вова «Железные трусы» (барабаны). Директором группы был Владимир Круговенко, который выступал на концертах за драм-машиной. Ирина Дудина утверждала, что Вспышкин ей говорил, что на концертах всегда выступал только вживую, без какой-либо фонограммы. Музыку и тексты к песням писали вместе Вспышкин и Никифоровна. Образ MC Вспышкина был отчасти основан на «легенде» о том, что он якобы был первым диджеем в России и в мире, поскольку якобы сводил пластинки ещё на патефонах, о чём писалось на официальном сайте исполнителя в разделе «Легенда» (все утверждения, исходя из указанных на сайте дат и реальных данных Вспышкина, являлись только частью его сценического образа). Как правило, Вспышкин на концертах носил яркие костюмы, среди которых были оранжевый «пожарный» комбинезон, костюм Супермена и кожаная куртка с шипами. Костюмы он обычно покупал на распродажах. Он носил множество металлических аксессуаров, однако перед любыми авиаперелётами снимал их с себя и складывал в пакет. Своим лучшим костюмом Вспышкин называл чёрную футболку с капюшоном и изображением серпа и молота на рукаве, кожаные штаны с бахромой и сапоги-казаки. Зрителям хорошо запомнились Вспышкин с бородой и в ярких костюмамх, обычно стоявший на концертах за двумя виниловыми вертушками; певший в «старушечьей» манере с характерным «оканьем» Никифоровна и большое количество танцовщиц, которых отбирал лично Вспышкин. Коллектив участвовал в гастролях по России, Европе, США и Израилю. Самый крупный рейв с участием Вспышкина и Никифоровны состоялся в 2005 году в Москве в «Олимпийском» при участии, по разным данным, от 30 до 40 тысяч зрителей; по словам самого MC Вспышкина, на концертах собиралось иногда и до 50 тысяч человек, а девушки на дискотеках «сбрасывали за ночь по 5 кг веса».
Записанные MC Вспышкиным и Никифоровной хиты «Колбасный цех» («Шишки»), «Sex» и «Меня прёт» неоднократно попадали в радиоротацию и программы разных музыкальных телеканалов, но точно так же часто выступления коллектива вырезались из телетрансляций, а треки снимались с радиоэфира из соображений цензуры (в частности, по этим причинам редко звучали композиции «Шишки» и «Sex»). По свидетельствам зрителей, на концертах MC Вспышкин во время песен мог раздеваться и возить на себе танцовщицу, а в ходе выступлений нередко «подкалывал» звёзд отечественного шоу-бизнеса. Ходили слухи о том, что в адрес самого Вспышкина некоторые из звёзд даже пытались подать в суд за оскорбление чести и достоинства. Вспышкин пользовался при этом колоссальной популярностью у фанатов в городе: подростки и молодёжь высоко оценивали образ Туркова и его выступления, несмотря на то, что более взрослые и солидные люди даже называли Туркова «чучелом». В 2004 году MC Вспышкин принял участие в записи трека «Давай, давай» (Davaj Davaj) хард-транс-продюсера DJ Aligator, выпущенного в формате CD-сингла и был включён в альбом «Music Is My Language» коллектива DJ Aligator Project. Параллельно Вспышкин продолжал играть эпизодические роли в кино, позировать художникам и сниматься в рекламе: он даже позировал некоему скульптору для статуи скандинавского бога Одина. В 2004 году фотография полностью обнажённого MC Вспышкина была представлена на выставке петербургского фотографа Али Есипович в Мраморном дворце Русского музея — Есипович сделала серию фотографий питерских пенсионеров, которые были либо полностью обнажены, либо носили только нижнее бельё. Об этом случае Вспышкин рассказывал, что в музее действительно проходила какая-то художественная фотосъёмка, ради которой он и разделся, оставшись только в носках и тапочках. Спустя некоторое время, когда он зашёл в Русский музей, смотрительницы даже спросили его, не он ли был изображён на одной из выставленных фотографий. По некоторым данным, эта фотография со Вспышкиным была продана на аукционе в Лондоне за 5 тысяч долларов, а вырученные средства якобы должны были пойти на запись нового альбома «Вспышкин с пышками». В эфире «Радио Рекорд» диджей читал «Сказки на ночь от MC Вспышкина», которые позже были выпущены в виде аудиокниг в четырёх частях. Турков также пел в хоре блокадников.
В 2009 году, по словам друзей Вспышкина, он рассорился с радиостанцией из-за низких гонораров за выступления его коллектива (по 100 долларов за концерт), в то время как продюсеры устраивали VIP-вечеринки с куда более высокими ценами на билеты. Владимир Александрович считал, что от такой несправедливости страдал больше его коллега Дмитрий Чеков, у которого была большая семья и которую надо было кормить. Однако организаторы концертов отказались повышать гонорар, сославшись на отсутствие договора Вспышкина с ними. Вскоре стало известно о появлении двойника Вспышкина, который выступал под фонограмму: на один из таких концертов пришёл настоящий MC Вспышкин, и публика, увидев подлинного артиста, бросилась на самозванца и чуть не оторвала ему бороду. Подруга Туркова, художница и поэтесса Ирина Дудина рассказывала, что Вспышкин хотел разоблачить махинаторов и даже пытался подать на них в суд, но позже отказался от этой идеи, сославшись на бессмысленность подобной инициативы. К концу 2000-х MC Вспышкин выступал преимущественно на ретро-фестивалях. Хотя композиции MC Вспышкина были загружены на ряд музыкальных Интернет-платформ, семья Туркова не получала никаких денег с прослушивания песен пользователями.

## Общественная позиция
После Великой Отечественной войны Турков в течение почти двух десятилетий всячески пытался добиться того, чтобы к блокадникам причислили не только взрослых, но и детей. Он посещал разные общественные инстанции, приходя туда с плакатом, нарисованным им самим на ватмане. Турков предлагал свою идею разным людям, но она находила поддержку не везде. Только в эпоху гласности он сумел формально учредить сообщество блокадников, причём он всячески боролся против какой-либо его коммерциализации.
В интервью 2006 года, взятом каббалистом Михаэлем Лайтманом, Вспышкин заявил, что решительно выступает против распространения наркотиков и особенно обеспокоен фактом распространения наркомании среди несовершеннолетних, считая наркоманию причиной множества неразрешённых мировых проблем. С его слов, на одном из концертов к нему подошла 16-летняя девочка, обратившись к нему: «Вспышкин, дай автограф и напиши: „От человека, который не боится жить“», и подобные слова произвели на него сильное впечатление. Вспышкин также утверждал, что хотел поднять вопрос о борьбе против наркомании в России на самом высоком уровне, пытаясь дозвониться на прямую линию с президентом. Агитацию против распространения наркотиков он проводил разными способами, в том числе выкладывая в Интернет видеоролики и предлагая разным школам свою программу борьбы против наркомании. Он участвовал и в протестах против монетизации льгот, а его фото с одного из протестов, сделанное крупным планом, даже попало в журнал «Огонёк».
23 апреля 2010 года Вспышкин в числе других ветеранов и блокадников получил из рук губернатора Петербурга Валентины Матвиенко ключи от квартиры и подарочный сертификат на 3 тысячи рублей. На церемонию он явился в экстравагантном костюме со множеством металлических аксессуаров, чем поразил гостей и участников церемонии: охрана пропустила его в Смольный только после того, как Вспышкин снял все металлические аксессуары.

## Личная жизнь
Супруга — Надежда, их с Владимиром разница в возрасте составляла 18 лет. С ней Владимир Александрович прожил более 35 лет. Надежда всю жизнь проработала сотрудником Ботанического сада, в 2010 году вышла на пенсию и устроилась специалистом по безопасности в Академии художеств. У них родилось трое детей: дочь Анастасия, сыновья Константин и Юлиан. Супруга одного из его сыновей проживала в 2011 году в Нью-Йорке. Всего у Туркова четверо внуков, в том числе внучка Вероника, дочь Анастасии. Константин занимался в спортивной школе в секции фехтования и выступал на соревнованиях, а Юлиан окончил музыкальную школу и консерваторию имени Римского-Корсакова, став играть в оркестре на валторне. Анастасия вышла замуж за артиста цирка: поскольку в доме её мужа проживали разные экзотические животные, Владимир Александрович решил забрать внучку к себе на воспитание, желая обеспечить ей спокойное детство. Вероника по состоянию на 2019 год была студенткой консерватории имени Римского-Корсакова, хотя первоначально по настоянию деда поступила в медицинский институт.
Вспышкин пропагандировал не только занятия спортом, но и здоровый образ жизни как таковой, не пил и не курил. Согласно Ирине Дудиной, в послевоенные годы Владимир часто убегал из дома и бродил по дворам Невского проспекта, греясь у труб, куря и пробуя спиртное, но затем бросил эти привычки, решив бороться по мере сил с послевоенными пьянством и разрухой. В дальнейшем он шутил, что в 10 лет бросил курить и пить. Он любил кататься на роликах по набережной, приучал своих детей к спорту и сам до последних дней жизни посещал спортзал. На концерте 25 ноября 2004 года в курском развлекательном комплексе «ГРИНН» Никифоровна заявил, что Вспышкин выжимал 90-килограммовую штангу от груди.
В молодости Вспышкин проживал в доме на Загородном проспекте, в котором располагалась музей-квартира Римского-Корсакова. Именно там он познакомился со своей супругой, у которой был абонемент и которая постоянно ходила туда на концерты. Позже он проживал в Василеостровском районе с семью членами своей семьи в небольшой квартире на Васильевском острове, прежде чем получил от Валентины Матвиенко ключи от новой квартиры. По словам Ирины Дудиной, Вспышкин никогда никому ни в чём не отказывал и смело давал автографы своим поклонницам и поклонникам, о чём позже сложил прибаутку: «Каждый первый молодой меня приветствует „козой“». Девушкам он изначально давал автографы «простой закорючкой» без подписи «с любовью», не желая, чтобы поклонниц приревновали парни, но затем «раскрепостился». Даже в свободное от выступлений время Вспышкин прогуливался по городу в своих рейвовых костюмах.

## Смерть

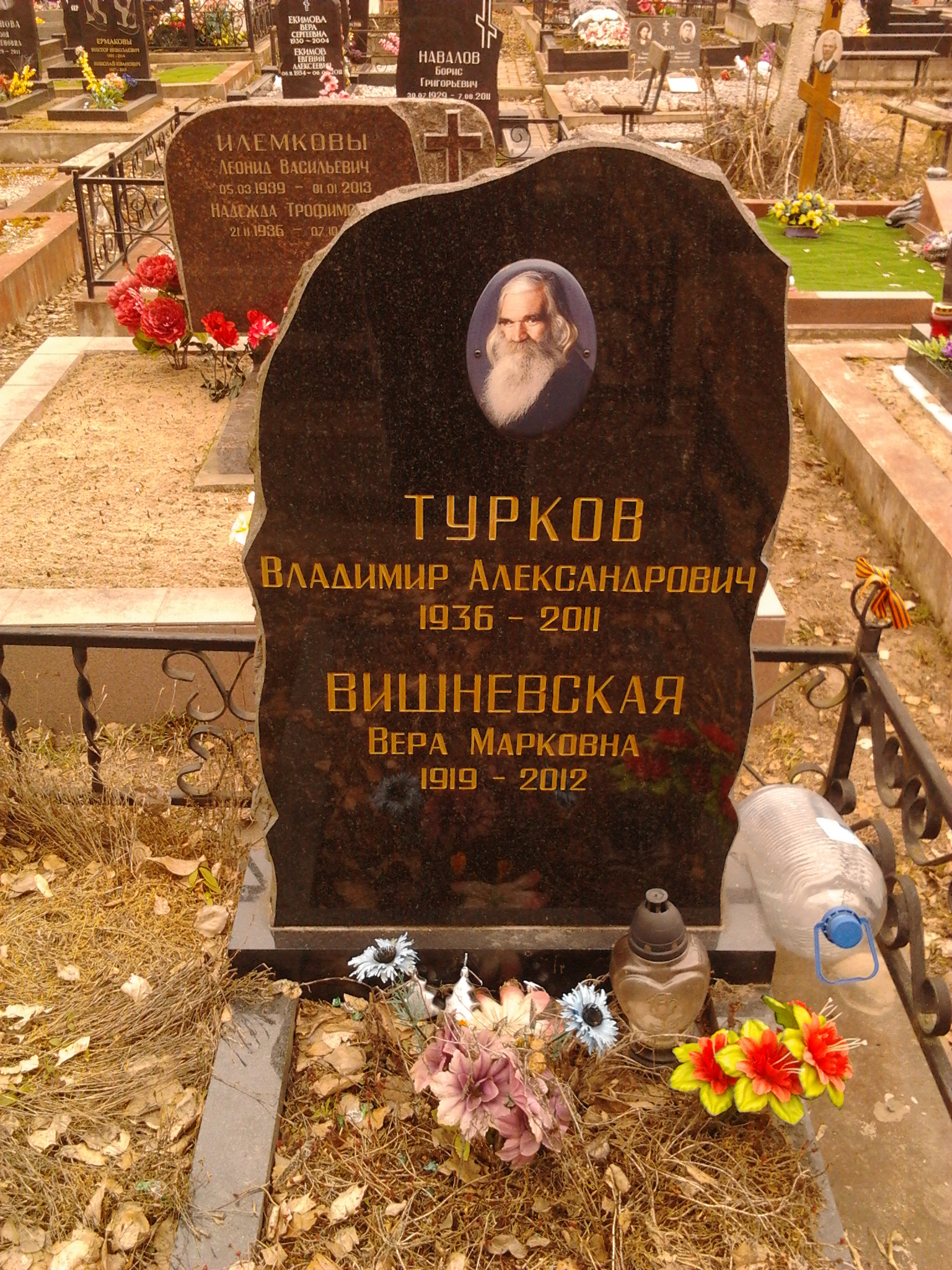
Надгробие В. А. Туркова (MC Вспышкин) и его матери В. М. Вишневской на Смоленском православном кладбище Санкт-Петербурга

21 августа 2011 года коллега Владимира Туркова по проекту «MC Вспышкин и Никифоровна» Дмитрий Чеков («Никифоровна») погиб в автокатастрофе под Лугой. Согласно официальной версии, около 0:50 в Лужском районе на 176-м километре автодороги Оредеж — Тёсово — Чолово управлявший скутером RUSH-50 Чеков совершил наезд на мужчину, переходившего дорогу вне зоны пешеходного перехода, но в результате аварии получил травмы, от которых скончался на месте. По другим данным, Чеков ехал со своим другом на мотоцикле с дачи и попал в аварию из-за плохого дорожного покрытия, причём оба находились в состоянии алкогольного опьянения. Чеков при падении ударился головой и скончался от полученных травм ещё до приезда бригады скорой помощи.
О смерти Никифоровны первым узнал директор группы Владимир Круговенко, телефонный номер которого был найден в телефонной книжке погибшего: именно от Круговенко MC Вспышкин узнал о трагедии. Турков считал случившееся с Никифоровной невосполнимой утратой: за несколько лет до этого умер отец Дмитрия Чекова, а Никифоровна после этого вынужден был в одиночку содержать своих мать и бабушку. Вспышкин не присутствовал на похоронах Дмитрия, однако их посетил тот самый двойник, из-за которого Вспышкин рассорился с продюсерами. После этих событий в течение нескольких дней Вспышкин жаловался на плохое самочувствие и боли в сердце. Несколько последних дней своей жизни он провёл, дежуря у кровати своей больной матери.
14 ноября 2011 года Владимир Александрович Турков отправился на выступление хора блокадников. В 14:30 он, спускаясь вниз по эскалатору петербургской станции метро «Улица Дыбенко», почувствовал себя плохо: пассажиры помогли ему спуститься и вызвали скорую помощь, но Турков скончался ещё до приезда врачей. Причиной смерти стал сердечный приступ, вызванный ишемической болезнью сердца. Владимиру Туркову было 75 лет: его смерть наступила спустя почти 3 месяца после гибели Никифоровны. Владимир Турков был похоронен 18 ноября на Смоленском православном кладбище, где ещё при жизни завещал себя похоронить. Отпевание не проводилось, поскольку Турков был некрещёным, хотя в последние годы жизни он неоднократно говорил, что хотел бы побывать в церкви. На похоронах присутствовали мать музыканта, его вдова, друзья и многочисленные поклонники. Мать MC Вспышкина Вера Марковна Вишневская на год пережила своего сына, скончавшись в 2012 году.

## Память
Выставка памяти Вспышкина была организована в первый раз сразу же после кончины исполнителя и прошла у группы художников «Митьки», предоставившей своё пространство для выставки. Под названием «Вспышкин в жизни и искусстве» она открылась 23 декабря 2011 года на улице Марата. Позже её провели в галерее «Борей». Состав экспонатов выставки пополняли петербургские фотографы, делавшие собственные фото MC Вспышкина, и многие энтузиасты, у которых были фотографии со Вспышкиным.
В ноябре 2019 года в арт-пространстве на втором этаже Дворца культуры имени Крупской состоялось очередное открытие выставки, среди экспонатов которой были фотографии Владимира Александровича Туркова, его личные вещи, костюмы, спортивные снаряды и даже велосипед, подаренный Вспышкину байкерами. На открытии выставки присутствовали подруга и биограф Туркова Ирина Дудина, его супруга Надежда, дочь Анастасия, сын Константин и внучка, а также множество друзей Туркова — от режиссёра Константина Селивёрстова до музыкантов Ершовых.
В ноябре 2021 года в годовщину 10-летия со дня смерти Владимира Туркова было объявлено, что его семьёй будет издан фотоальбом с уникальными кадрами и аннотациями, посвящённый диджею. На рейве «Колбасный цех 20», состоявшемся 14 октября 2023 года в Петербурге, была представлена анимация в память MC Вспышкина, озвучивавшего его Дмитрия Бекоева и Никифоровны.

## Награды
- Знак «Жителю блокадного Ленинграда»[60]
- Медаль «В память 250-летия Ленинграда»[60]
- Медаль «50 лет Победы в Великой Отечественной войне 1941—1945 гг.»[60]
- Медаль «В память 300-летия Санкт-Петербурга»[60]
- Медаль «60 лет Победы в Великой Отечественной войне 1941—1945 гг.»[60]
- Медаль «65 лет Победы в Великой Отечественной войне 1941—1945 гг.»[60]
- Памятная медаль «В честь 60-летия полного освобождения Ленинграда от фашистской блокады»[60]
- Памятная медаль «В честь 65-летия полного освобождения Ленинграда от фашистской блокады»[60]

## Дискография
- MC Вспышкин & DJ Гагарин — Колбасный цех 4 (2004)[6]
- MC Вспышкин & Никифоровна — Sex (2004)[5]
- DJ Aligator Project Featuring MC Vspishkin — Davaj Davaj (2004)[4]
- MC Вспышкин & DJ Гагарин — Колбасный цех 5 (2005)[7]
- MC Вспышкин — Сказки. Том I (2007)[8]
- MC Вспышкин — Сказки. Том II (2008)[9]
- MC Вспышкин — Сказки. Том III (2008)[10]
- MC Вспышкин — Сказки. Том IV (2008)[11]

## Видеоклипы
- MC Вспышкин, Никифоровна, DJ Aligator — Давай, давай[61]
- MC Вспышкин и Никифоровна — Новогодняя (Меня прёт)[62]
- MC Вспышкин и Никифоровна — ДискотЭка[63]